# Juge des enfants
En France, le juge des enfants est un magistrat spécialisé dans les problèmes de l'enfance. Son institution a d'abord été prévue en matière pénale, par l'ordonnance du 2 février 1945 relative à l'enfance délinquante. Ses compétences ont par la suite été étendues par l'ordonnance du 23 décembre 1958 en matière civile, afin de protéger des mineurs en danger. Le juge des enfants a donc connu une création et une évolution rapide vers un juge spécialisé de l'enfance. Cependant, dès 1912, des tribunaux pour enfants avaient été institués : l'institution d'une juridiction spécialisée pour les mineurs n'est donc pas une nouveauté en droit français.
Le juge des enfants exerce dans le ressort d'un tribunal judiciaire. Cependant, le magistrat qui effectue les fonctions de juge des enfants n'effectue pas cette tâche de façon exclusive. Il exerce aussi souvent dans d'autres affaires jugées dans un tribunal judiciaire ou un tribunal correctionnel. 
C'est un magistrat spécialisé, qui a été à l'origine d'un mouvement d'instauration de juges uniques, sans collégialité, souhaitée en raison d'un mouvement de complexification du droit, mais aussi pour des motifs économiques, afin de réduire le coût du service public de la Justice. La collégialité est cependant rétablie lorsque le juge intervient en matière pénale.

## La protection des mineurs en danger
Le juge des enfants intervient en matière civile lorsqu'il est prétendu qu'un mineur (non émancipé) est en danger, ou que sa santé, sa sécurité ou sa moralité est menacée, ou que les conditions de son éducation semblent gravement compromises. 
Les services sociaux du département et les services éducatifs associatifs habilités constituent les principaux interlocuteurs du juge des enfants dans le cadre de ses fonctions civiles.
Sa saisine est exceptionnellement large ; statuant au civil, le juge des enfants pourra prendre des mesures éducatives afin de protéger le mineur. Il est ensuite possible de faire appel des décisions du juge des enfants.

### La saisine du juge des enfants (article 375 duCode civil)
Le juge des enfants peut être saisi par :
- les père et mère conjointement, ou par l'un d'entre eux seulement,
- la personne ou le service à qui l'enfant a été confié,
- le tuteur,
- le mineur lui-même,
- le Ministère public,
- à titre exceptionnel, par le juge des enfants lui-même[4].

La possibilité d'une autosaisine du juge des enfants est une disposition exceptionnelle en droit français. Elle vise à donner la capacité au juge des enfants de se saisir d'une affaire, alors que le mineur ne saurait à lui seul déterminer s'il est en danger (enfance et petite enfance).

### Des mesures basées sur l'éducation
L'article 375-1  du Code civil français dispose que « Le juge des enfants doit toujours s'efforcer de recueillir l'adhésion de la famille à la mesure envisagée [...] » C'est une disposition exceptionnelle en droit français, qui tend à ce que les décisions du juge des enfants soient consensuelles. Cette obligation ne détermine pas un résultat à atteindre par le juge des enfants, mais simplement l'invite à mettre en œuvre des moyens d'obtenir l'adhésion de la famille. On ne recherche d'ailleurs pas d'« accord » de la famille permettant la mise en œuvre de la décision de justice, mais seulement son « adhésion » à celle-ci. Cette disposition est donc purement formelle.
La suite de ce même article dispose que le juge des enfants doit « se prononcer en stricte considération de l'intérêt de l'enfant ». Mais cette notion d'intérêt de l'enfant n'a aucune définition. Ce membre provient de la modification de cet article par l'article 13 de la loi du 2 janvier 2004 relative à l'accueil et à la protection de l'enfance. Il ne s'agissait alors que d'inscrire en droit interne ce qui était déjà valable en droit international grâce à la Convention de New-York ratifiée en France le 26 janvier 1990, dont les termes allaient dans le même sens. 
Le juge des enfants peut prendre alors des mesures éducatives, s'inscrivant dans le cadre des dispositifs de protection de l'enfance, qui consistent principalement :
- dans l'intervention d'un éducateur au sein de la famille ;
- si les conditions sont  déclarées ne plus être réunies pour maintenir le mineur dans la cellule familiale, dans la décision de confier l'enfant à un autre membre de la famille, une institution, ou une famille d'accueil, pour une durée limitée dans le temps.

Le juge des enfants peut également décider d'une mesure censée aider les parents à gérer leur budget et particulièrement les prestations familiales auxquelles ils ont droit pour l'éducation de leurs enfants (tutelle des prestations sociales).
La loi fait obligation au juge des enfants de revoir périodiquement les familles pour décider de reconduire ou arrêter la mesure.

#### Assistance éducative en milieu ouvert
Quand l'enfant est déclaré être en danger le juge peut prendre une « mesure d'AEMO », c'est-à-dire qu'un service public - comme la Protection Judiciaire de la Jeunesse - ou une association habilitée va être mandaté(e) pour envoyer un éducateur au domicile des familles. Celui-ci va alors analyser la situation et agir en conséquence : aider à resserrer les liens familiaux, revaloriser la place du père ou de la mère, aider les parents à exercer l'autorité parentale, etc.
La mesure d'AEMO permet d'aider les familles sans séparer l'enfant des parents.

### Placement dans un établissement pour enfants ou dans une famille d'accueil
Le juge peut, par jugement (ou par ordonnance de placement provisoire = O.P.P., celle-ci ne pouvant cependant produire d'effet au-delà de six mois) dont l'échéance ne peut être en principe supérieure à deux ans (la loi du 5 mars 2007 relative à la Protection de l'enfance a introduit néanmoins la possibilité de mesures plus longues, dans des circonstances très particulières), confier l'enfant au conseil départemental (service enfance du département) ou à une association habilitée pour un accueil dans un établissement (pouponnière pour les tout-petits, maison d'enfants, foyers d'adolescents, Lieux de Vie et d’Accueil) ou dans une structure familiale (plus couramment appelée famille d'accueil).
Les liens entre l'enfant et ses parents doivent, sauf cas particulier, être maintenus. Le juge des enfants fixe les modalités de rencontres dans sa décision. Ainsi, l'enfant rencontre ses parents lors de visites programmées, parfois en présence d'un travailleur social (cela s'appelle des visites médiatisées), et peut aussi passer une partie de ses vacances et week-end avec eux.
Durant la mesure d'enfant confié, un travailleur social - mandaté par le juge - suit le jeune et ses parents, travaillant avec eux sur le sens du placement, les relations avec la famille d'accueil ou l'établissement et les relations familiales.

### Tutelle des prestations sociales
Il s'agit du volet budgétaire dont le juge des enfants peut être responsable. Il est désormais appelé assistance budgétaire. Cette mesure permet de s'assurer d'une meilleure gestion par les parents des prestations sociales au bénéfice des enfants concernés. L'organisme agréé va gérer les sommes, il agit comme un filet de sécurité. 
Chronologiquement, c'est le Conseil départemental qui propose un plan d'aide aux familles. Si celui-ci est accepté, il n'est pas transmis à la juridiction. A contrario, s'il y a un refus, le Conseil départemental transmet la proposition au juge des enfants qui statuera. Ce mécanisme en deux temps permet d'expliquer pourquoi le nombre de dossiers dans la catégorie budgétaire décroit.

## La justice pénale du mineur délinquant
L'existence d'une justice pénale des mineurs a été considérée comme un principe fondamental reconnu par les lois de la République par la jurisprudence du Conseil constitutionnel, dans une décision Loi d'orientation et de programmation pour la justice du 29 août 2002, sur le fondement de la loi du 12 avril 1906 sur la majorité pénale des mineurs, la loi du 22 juillet 1912 sur les tribunaux pour enfants et l'Ordonnance relative à l'enfance délinquante. Cependant, ce principe, intégré au bloc de constitutionnalité, ne concerne que l'existence d'une juridiction spécialisée ou de procédures appropriées aux mineurs, mais n'impose pas au législateur de privilégier de manière absolue des mesures éducatives : la détention de mineurs de plus de 13 ans est jugée conforme à la Constitution du 4 octobre 1958.
Sur le plan pénal, le juge des enfants est amené à juger les mineurs commettant des délits (c'est l'âge de la personne au moment des faits qui est retenue) dans le cadre de l'Ordonnance du 2 février 1945 (le texte a été modifié à de très nombreuses reprises depuis cette date), du Code pénal et de procédure pénale.
Un des principes essentiels de l'ordonnance de 1945 est que l'on ne doit pas juger un mineur sans s'être préalablement préoccupé de savoir quelles sont ses situations personnelles et familiales.
Dans ce cadre, le juge associe ainsi des mesures éducatives (suivi éducatif, placement) à des mesures répressives (contrôle judiciaire, détention provisoire, amende, emprisonnement avec ou sans sursis, travail d'intérêt général) successivement ou conjointement. La législation française ne comporte pas - à proprement parler - de principe écrit d'irresponsabilité pénale pour cause de minorité ce qui veut dire qu'il n'y a pas de limite d'âge pour être déclaré coupable d'une infraction. Cependant, en dessous de 10 ans, il y a lieu de douter de la capacité de discernement des enfants. Par ailleurs, la loi organise le traitement des affaires pénales pour les mineurs entre 10 et moins de 18 ans. Elle prévoit notamment que l'emprisonnement n'est possible que pour les mineurs de plus de 13 ans. En pratique, on peut considérer que ce sont principalement des mineurs ayant entre 15 et moins de 18 ans qui subissent ainsi des peines d'incarcération (dans des quartiers pénitentiaires spécialisés), lesquelles sont décidées le plus généralement lorsque les mesures éducatives (notamment, les mesures d'éloignement du mineur dans le cadre d'un placement) ont été inefficaces, eu égard à un renouvellement des infractions.
Le juge des enfants préside le tribunal pour enfants, auquel participent deux assesseurs non professionnels, nommés par le Garde des Sceaux (choisis en fonction de l'intérêt qu'ils portent à la cause de l'enfance).
La particularité de cette fonction pénale est que le juge des enfants instruit l'affaire ( " met en examen " le mineur), participe à son jugement et fait également office de juge de l'application des peines. 
Le juge des enfants participe par ailleurs aux Cours d'Assises jugeant les mineurs, composées notamment d'un président et de deux juges des enfants (en plus des jurés).
Dans le cadre pénal, le juge des enfants s'appuie essentiellement sur les services de la Protection Judiciaire de la Jeunesse et sur des établissements, souvent associatifs, habilités et financés par l'État.
Comme le relevait le rapport Costa en 1975, les juges des enfants se sont progressivement vus accaparés par leurs fonctions civiles et il s'est produit une déviation fonctionnelle avec un développement exponentiel de la mission préventive civile, au détriment du rôle pénal. De même, dans la Revue française de criminologie et de droit pénal, Cécile Petit affirme qu'aujourd'hui les juges des enfants consacrent au moins deux tiers de leur temps au traitement de l'enfance en danger et que le traitement de la délinquance des mineurs n'est pas la priorité.

## Qualification et formation
Les juges des enfants sont des magistrats, formés par l'École nationale de la magistrature après recrutement dans cette école, concours ouvert notamment aux étudiants titulaires d'un diplôme sanctionnant une formation au moins égale à quatre années d'études après le baccalauréat.
Le salaire du juge des enfants suit la même grille tarifaire que tous les magistrats de l'ordre judiciaire français. En début de carrière, son salaire mensuel est en moyenne de 2 700 € net. En fin de carrière, son salaire est d'environ 6 000 € net.

## La fin du cumul des fonctions du juge pour enfants
Par une décision du 8 juillet 2011, le Conseil constitutionnel a décidé que l'article L. 251-3 du code de l'organisation judiciaire est contraire à la Constitution car il n'est pas compatible « avec le principe d'impartialité des juridictions ».
« Considérant […] qu’aux termes de l’article 16 de la Déclaration de 1789 : “Toute société dans laquelle la garantie des droits n’est pas assurée, ni la séparation des pouvoirs déterminée, n’a point de Constitution” ; que le principe d’impartialité est indissociable de l’exercice de fonctions juridictionnelles. »
— Décision n° 2011-147 QPC du 8 juillet 2011
Le Conseil constitutionnel déclare que les juges des enfants ne peuvent plus instruire, statuer et juger de l'application des peines sur une même affaire.
La réforme de la loi du 26 décembre 2011 n'a pas abrogé l'article L. 251-3 du code de l'organisation judiciaire, mais a simplement précisé que le juge des enfants ayant renvoyé l'affaire devant le tribunal ne peut présider cette juridiction.
Par une nouvelle décision du 26 mars 2021, et dans des termes quasi identiques à la précédente, le Conseil constitutionnel déclare inconstitutionnel le 2e alinéa de l'article L251-3 du Code de l'organisation judiciaire issu de la loi de programmation de la Justice 2018-2022. Le juge des enfants ayant été instruit et renvoyé une affaire devant le tribunal pour enfants ne peut pas présider cette juridiction.

« le principe d’impartialité des juridictions ne s’oppose pas à ce que le juge des enfants qui a instruit la procédure puisse, à l’issue de cette instruction, prononcer des mesures d’assistance, de surveillance ou d’éducation. Toutefois, en permettant au juge des enfants qui a été chargé d’accomplir les diligences utiles à la manifestation de la vérité de présider une juridiction de jugement habilitée à prononcer des peines, les dispositions contestées méconnaissent le principe d’impartialité des juridictions. »

— Décision n° 2021-893 QPC du 26 mars 2021
Cette décision du Conseil constitutionnel a pu être vue par certains magistrats comme ajoutant une difficulté dans la possibilité d'apporter une réponse éducative cohérente.
L'ordonnance du 11 septembre 2019 ratifiée par la loi du 26 février 2021 a mis en place un code de la justice pénale des mineurs qui supprime toutes les prérogatives d'instruction des juges des enfants, indépendamment de leur participation au tribunal pour enfants.

### Ne pas confondre avec
- Juge aux affaires familiales (JAF)